# Avram P. Todor

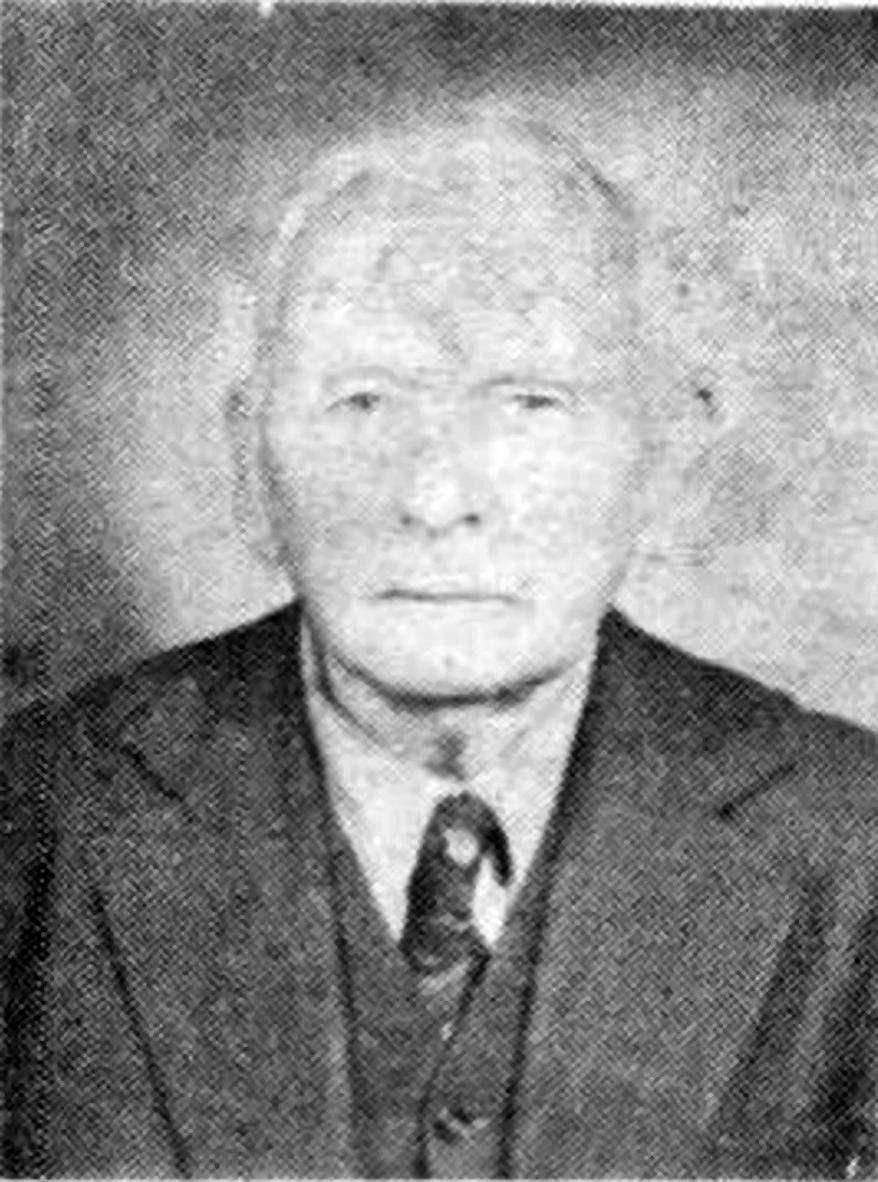
Fotografie din revista „Foaia noastră” (Gyula), 15 ianuarie 1975

Avram P. Todor (n. 18 ianuarie 1899, Vaidei, Hunedoara – d. 12 septembrie 1978, București) a fost un bibliotecar, cercetător al literaturii, publicist, profesor de liceu, autor de manuale școlare, lector universitar și traducător român.

## Biografie
S-a născut în data de 18 ianuarie 1899. Tatăl său, Petru, era zidar. Avram a fost al patrulea fiu dintre cei trei băieți și o fată. Mama, Elena, a venit din Vinerea (zona Orăștie).
A urmat anii de scoală la Orăștie, apoi a beneficiat de o bursă și a continuat la Gimnaziul Superior din Blaj. A debutat la 14 ani în publicația „Progresul” din Oravița cu o poezioară în care exprima durerea neamului la moartea aviatorului Aurel Vlaicu. În 1917, a dat „un simulacru de examen de maturitate”, deoarece a fost înrolat și a luptat în Primul Război Mondial, dobândind „cel mai simpatic grad din armata austro-ungară: zászlós (sublocotenent)”. După război, a devenit student la 19 ani. A absolvit Facultatea de Litere și Filozofie a Universității din București, unde i-a fost profesor Ioan Bianu, directorul Bibliotecii Academiei. Doctor în filologie, cu lucrarea „Eminescu în literatura maghiară”, susținută în 1947.
Avram P. Todor a fost profesor la liceele „Gheorghe Lazăr” și „Ion Neculce” din București și a fost coautor la o seamă de manuale de limba română, împreună cu profesorul Gheorghe Șerban de la Liceul „Spiru Haret” din București. A scris mai multe zeci de articole pentru enciclopedia maghiară Gutenberg Nagy Lexikon. În articolul Un zilier al culturii scriitorul maghiar Árvay Árpád îl citează pe istoricul și bibliograful Veress Endre, care, cu sprijinul lui Avram P. Todor, a reușit să alcătuiască 4 și să tipărească 3 din volumele Bibliografiei româno-ungare. Înainte de proclamarea Republicii, a fost șef de lucrări la Institutul de Istorie Națională, conferențiar la Universitatea Populară de la Vălenii de Munte, a lui Nicolae Iorga, și a predat lecții de maghiară la Universitatea din București.
După al Doilea Război Mondial, a participat la mai multe întâlniri culturale româno-maghiare, ultima dată în 1950. A fost acuzat de trădare datorită prieteniei cu diplomații francezi din București, arestat și închis în perioada 1950-1959 la București, Aiud și Pitești. După eliberare, a fost încadrat la serviciul de curățenie publică din București. A revenit la Biblioteca Academiei în 1966, ca și colaborator extern.

## Distincții
- Ordinul „Coroana României” în gradul de Ofițer (31 mai 1932)[11]

## Opera

### Cărți
- Avram P. Todor, Confluențe literare româno-maghiare, Editura Kriterion, București, 1983.

### Studii literare
- „Eminescu în literatura maghiară”, în Convorbiri Literare, LXXII, 6-9, 1939, pp. 1153–1198.
- Eminescu válogatott versei (ediție bilingvă), Állami Könyvkiadó, București, 1950 (100 de ani de la nașterea poetului), pp. 234–237.
- „Ioan Bianu (1856–1935)”, în: Apulum, XII, 1974, pp. 664–671.
- „Victor Lazăr”, în vol.: Biblioteca Academiei Republicii Socialiste România. 1867-1967. Cartea Centenarului, București, 1968, p. 314.
- „Romancierul maghiar N. Jósika și românii”. În: Preocupări literare, IV, nr. 2, pp. 49-60.

### Ediții îngrijite
- Constantin Negruzzi, Negru pe alb (scrisori de la un prieten), Tipografiile Române Unite, București, 1936.
- Ion Creangă, Amintiri din copilărie, Editura Națională „Gheorghe Mecu”, București, 1943.[12]
- Ion Creangă, Povești, Editura Națională „Gheorghe Mecu”, București, 1942.[13]

## Traduceri
Prima poezie tradusă în limba română a fost Mama poloneză (A lengyel anya) de Kálmán Tóth. L-a tradus integral pe Petőfi Sándor. De asemenea, a tălmăcit poeme de Ady Endre, Arany János, Barcsay Abrahám, Kisfaludy Károly, proză de Móricz Zsigmond și Jókai Mór.

### În volum
- Kálmán Mikszáth, Săliștencele, Editura de Stat, București, 1947[16].
- Mihály Fazekas, Mateiaș Gâscarul, Editura de Stat, București, 1949.[17]

### În periodice
- Petőfi Sándor, „Crâșmă mică-n cap de sat”, în: Foaia Noastră nr. 4 / 15 februarie 1967, p. 6.
- Petőfi Sándor, „O seară acasă”, în: Floarea Soarelui, nr. 3-6 / martie–iunie 1928, p. 63.
- Petőfi Sándor, „Tinerețe”, în: Floarea Soarelui, nr. 3-6 / martie–iunie 1928, p. 48.

## Galerie de imagini

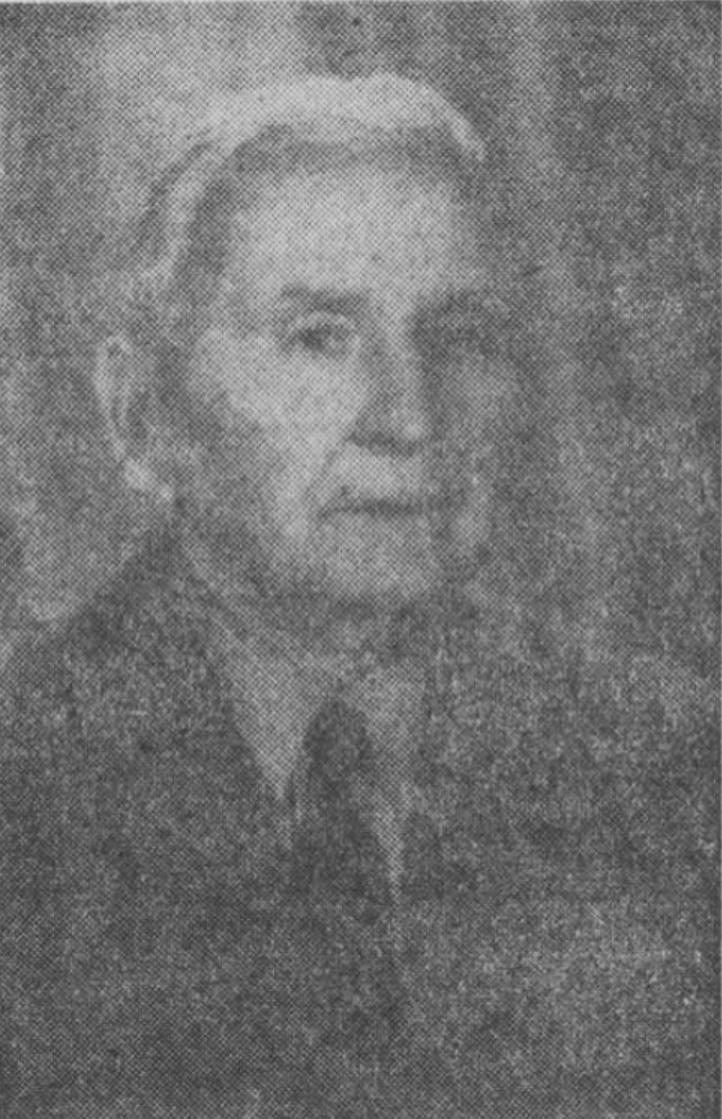
Fotografie din 1970
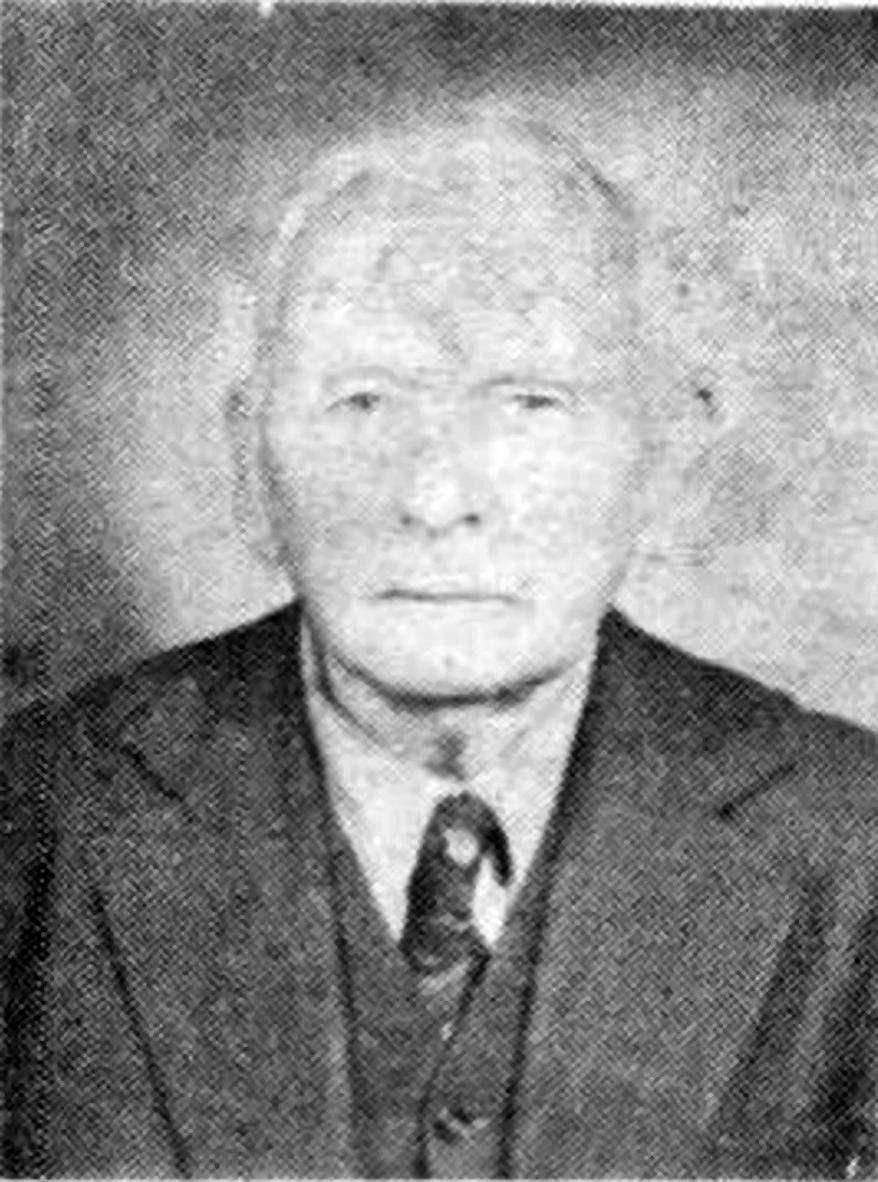
Portret din 1975
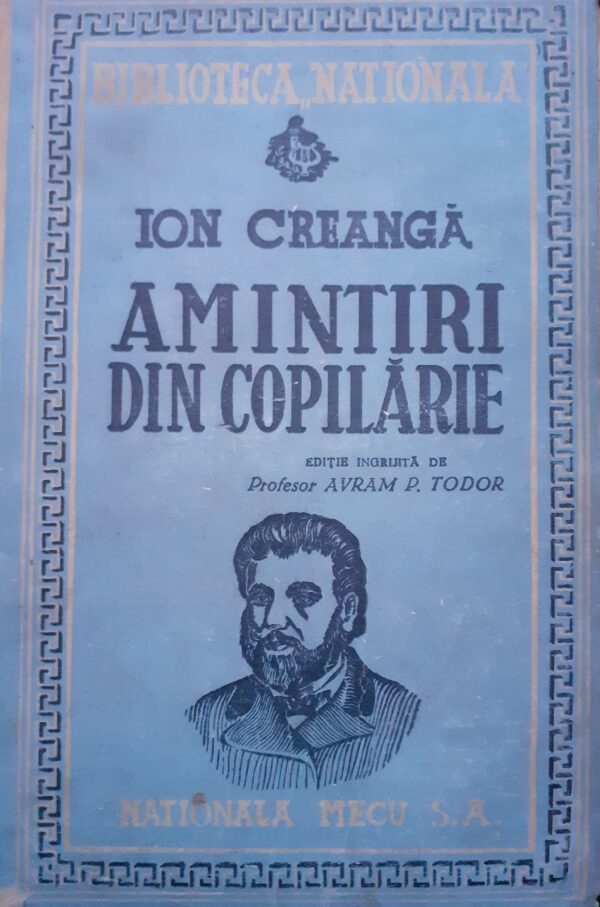
Ediţia „Amintiri din copilărie” de Ion Creangă de la Editura „Gheorghe Mecu”
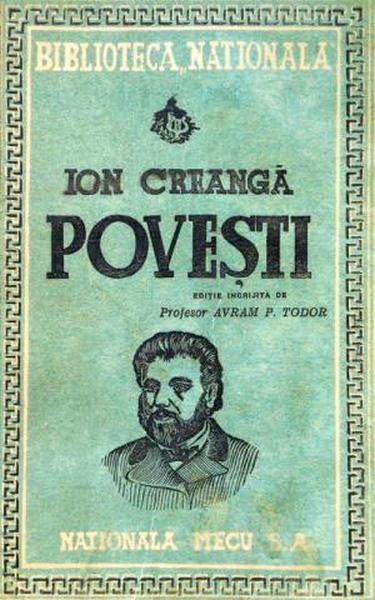
Ediţia „Poveşti” de Ion Creangă de la Editura „Gheorghe Mecu”
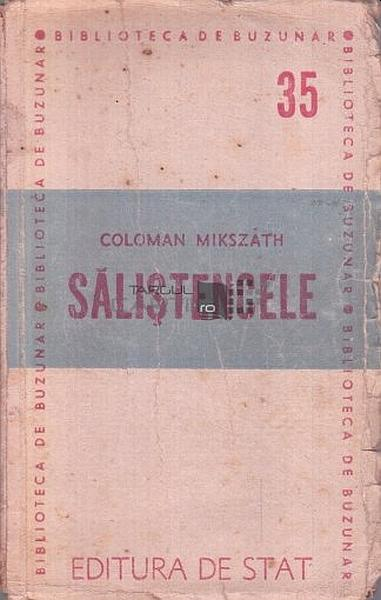
Coperta romanului „Săliştencele” de Kálmán Mikszáth
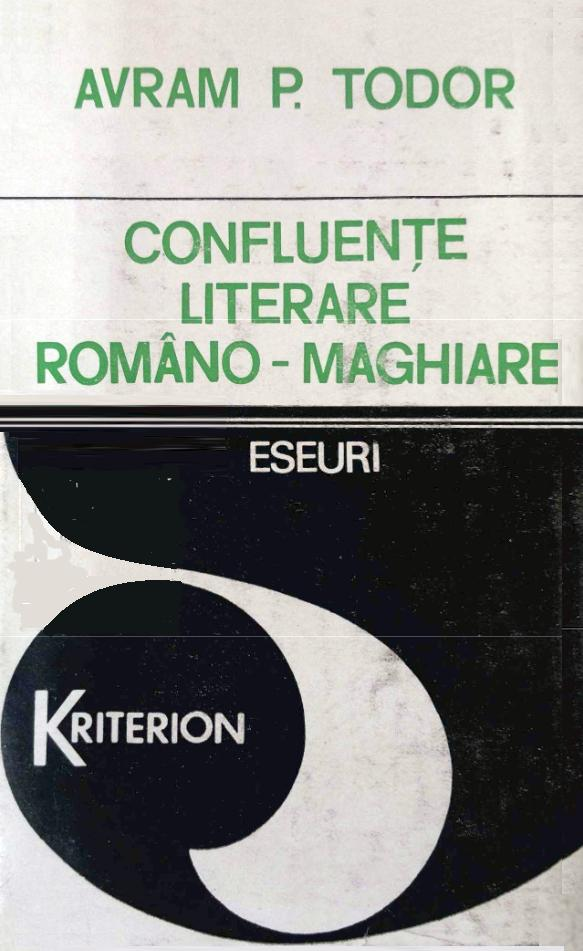
Coperta volumului „Confluențe literare româno-maghiare”